# 散毛樱桃
散毛樱桃（学名：Cerasus patentipila）为蔷薇科樱属的植物，是中国的特有植物。分布在中国大陆的云南等地，生长于海拔2,600米至3,000米的地区，多生于山坡林中，目前尚未由人工引种栽培。

## 别名
散毛樱（拉汉种子植物名称）